# آلان سميث
آلان سميث (بالإنجليزية: Alan Smith)‏،من مواليد 28 أكتوبر عام 1980، في ليدز في إنجلترا، لاعب كرة قدم إنجليزي.
بدأ مسيرته الكروية مع نادي ليدز يونايتد في عام 1998، ولعب معهم حتى عام 2004، وشارك معهم في 172 مباراة وسجل 38 هدف، وفي عام 2004 انتقل إلى نادي مانشستر يونايتد، ولعب معهم حتى عام 2007، وشارك معهم في 61 مباراة وسجل 7 أهداف، ومنذ عام 2007 وهو يلعب مع نادي نيوكاسل يونايتد.
و قد بدأ باللعب مع منتخب إنجلترا لكرة القدم في عام 2001.

## وصلات خارجية
- آلان سميث على موقع الاتحاد الدولي (مؤرشف)  (الإنجليزية)
- آلان سميث على موقع قاعدة بيانات كرة القدم.إي يو (الإنجليزية)
- آلان سميث على موقع ناشيونال فوتبول تيمز (الإنجليزية)
- آلان سميث على موقع Soccerbase.com (لاعب) (الإنجليزية)
- آلان سميث على موقع Soccerway.com (الإنجليزية)
- آلان سميث على موقع عالم كرة القدم.نت (الإنجليزية)